# Ancylostemon
- Commons
- Wikispecies

Ancylostemon Craib é um género botânico pertencente à família Gesneriaceae.

## Espécies
| - Ancylostemon aureus - Ancylostemon bullatus - Ancylostemon concavus - Ancylostemon convexus - Ancylostemon flabellatus - Ancylostemon gamosepalus - Ancylostemon humilis - Ancylostemon lancifolius | - Ancylostemon mairei - Ancylostemon notochlaena - Ancylostemon purpureus - Ancylostemon rhombifolius - Ancylostemon ronganensis - Ancylostemon saxatilis - Ancylostemon trichanthus - Ancylostemon vulpinus |